# Katherine Mansfield
Kathleen Mansfield Murry, született Beauchamp (Wellington, 1888. október 14. –‎ Avon, 1923. január 9.) új-zélandi író, esszéíró és újságíró, akit széles körben a modernista mozgalom egyik legbefolyásosabb és legfontosabb szerzőjeként tartanak számon. Műveit világszerte ünneplik, és 25 nyelven adták ki.
Mansfield Wellington városában, Thorndonban, egy házban született és nőtt fel a Tinakori Roadon. A harmadik gyermek volt a Beauchamp családban. Miután szülei és szeretett nagymamája nevelték fel, Karoriban kezdte az iskolát nővéreivel, mielőtt a Wellington Girls' College-ba járt. A Beauchamp lányok később az elit Fitzherbert Terrace Schoolba váltottak, ahol Mansfield összebarátkozott Maata Mahapukuval, aki a korai munkái múzsájává vált, és akivel a feltételezések szerint szenvedélyes kapcsolatot ápolt.
Mansfield novellákat és verseket írt saját nevének egy variációja alatt, amely a szorongást, a szexualitást és az egzisztencializmust tárta fel a fejlődő új-zélandi identitás mellett. 19 éves korában elhagyta Új-Zélandot, és Angliában telepedett le, ahol D. H. Lawrence, Virginia Woolf, Lady Ottoline Morrell és mások barátja lett a Bloomsbury csoport pályáján. Mansfieldnél 1917-ben tüdőgümőkórt diagnosztizáltak, és 34 évesen meghalt Franciaországban.

## Életrajza

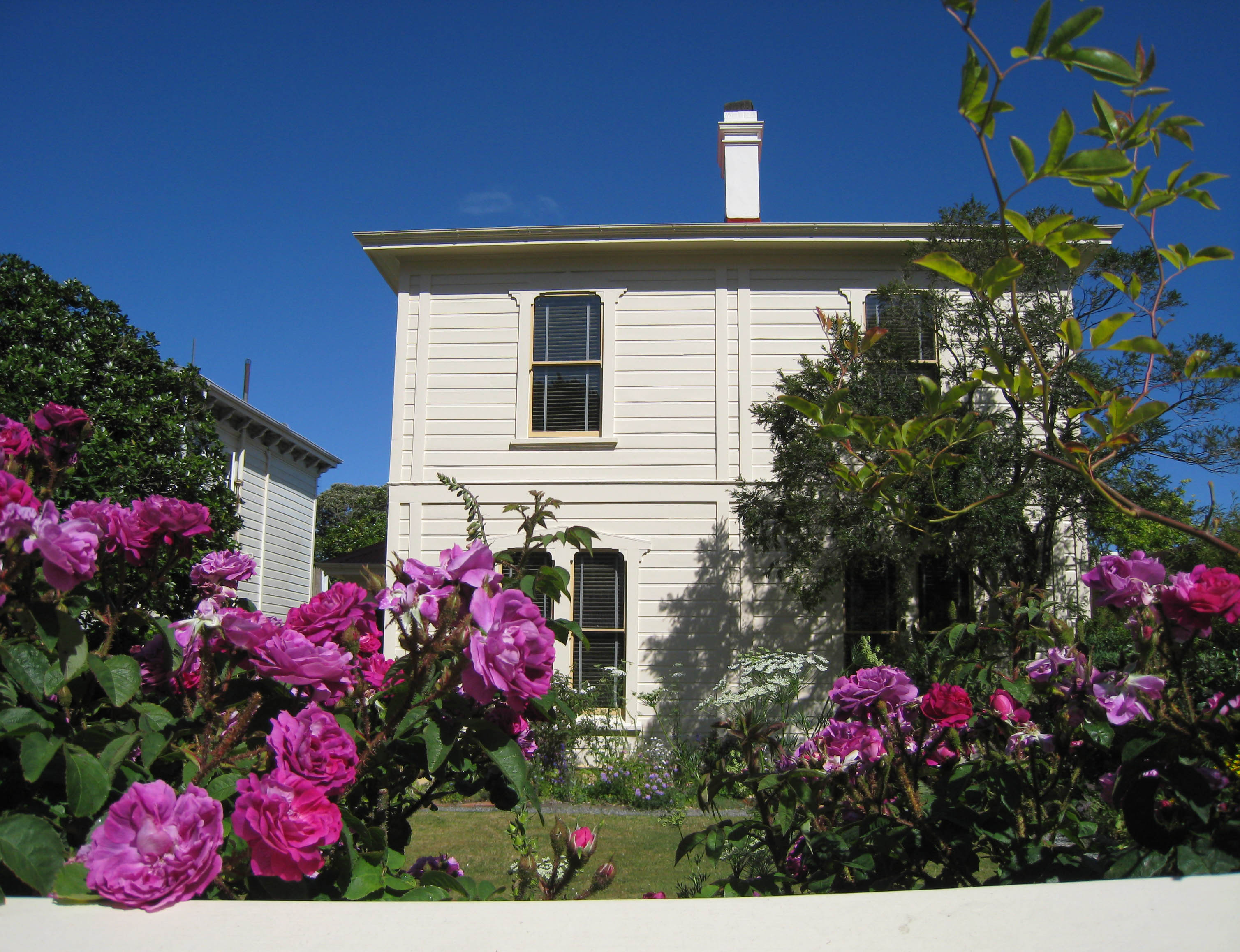
Katherine Mansfield szülőhelye, Thorndon, New Zealand

### Fiatalkora
Kathleen Mansfield Beauchamp 1888-ban született egy társadalmilag kiemelkedő wellingtoni családban Thorndonban. Nagyapja, Arthur Beauchamp rövid ideig a pictoni választókat képviselte a parlamentben. Apja, Harold Beauchamp a Bank of New Zealand elnöke lett, és 1923-ban lovaggá ütötték. Anyja Annie Burnell Beauchamp (született Dyer) volt, akinek testvére Richard Seddon lányát vette feleségül. Tágabb családjába tartozott a regényíró Elizabeth von Arnim grófnő, dédnagybátyja pedig Charles Robert Leslie viktoriánus művész volt.
Két nővére volt, egy húga és egy öccse. 1893-ban egészségügyi okokból a Beauchamp család Thorndonból Karori vidéki külvárosába költözött, ahol Mansfield gyermekkora legboldogabb éveit töltötte. Ezek az emlékek adtak ihletet a „Prelude” című novellához.
A család 1898-ban tért vissza Wellingtonba. Mansfield első nyomtatott történetei a High School Reporter és a Wellington Girls' High School magazinban jelentek meg 1898-ban és 1899-ben. Első hivatalosan publikált története, a "His Little Friend" a következő évben jelent meg egy társadalmi magazinban, a New Zealand Graphic and Ladies Journalban.
Naplóiban arról írt, hogy elidegenedettnek érezte magát Új-Zélandon, és arról, hogy a maori nép elnyomása miatt kiábrándult. A maori karakterek gyakran rokonszenves vagy pozitív színben jelennek meg későbbi történeteiben, mint például a "How Pearl Button Was Kidnapped" (Hogyan rabolták el Pearl Buttont).
1902-ben Mansfield beleszeretett Arnold Trowellbe, a csellóművészbe, de érzelmeit többnyire nem viszonozták. Mansfield maga is kiváló csellista volt, Trowell apjától kapott leckéket.

### London és Európa
1903-ban Londonba költözött, ahol nővéreivel a Queen's College-ba járt. Újra csellózni kezdett, és azt hitte, hogy hivatásszerűen is felvállalná, de olyan elhivatottsággal kezdett hozzájárulni a főiskolai újsághoz, hogy végül annak szerkesztője lett. Különösen érdekelték a francia szimbolisták és Oscar Wilde munkái, és társai körében nagyra becsülték az élethez és munkához való élénk, karizmatikus hozzáállásáért.
A főiskolán találkozott diáktársával, Ida Bakerrel, és életre szóló barátok lettek.  Mindketten szakmai célból vették fel anyjuk leánykori nevét, és Baker LM vagy Lesley Moore néven vált ismertté, Mansfield öccse, Leslie tiszteletére felvették a Lesley nevet.
Mansfield 1903 és 1906 között utazott a kontinentális Európában, főleg Belgiumban és Németországban tartózkodott. Angliában végzett iskolai tanulmányai után visszatért Új-Zélandra, és csak ezután kezdett el komolyan novellákat írni. Számos műve megjelent a Native Companionban (Ausztrália), ez volt az első fizetett írói munkája, és ekkorra már az volt a vágya, hogy hivatásos író legyen. Ez volt az első alkalom, amikor a K. Mansfield álnevet használta. Gyorsan belefáradt a tartományi új-zélandi életstílusba és családjába, és két évvel később visszatért Londonba. Apja 100 font éves juttatást küldött neki élete végéig. A későbbi években folyóirataiban csodálatát és megvetését fejezte ki Új-Zéland iránt, de tuberkulózisa miatt soha nem térhetett vissza oda.

Mansfieldnek két romantikus kapcsolata volt nőkkel, amelyek a naplóbejegyzéseiben való kiemelkedő szerepükről ismertek. Továbbra is voltak férfi szeretői és bizonyos időszakokban megpróbálta elfojtani érzéseit. Az azonos neműek első romantikus kapcsolata Maata Mahupukuval (néha Martha Grace-ként ismert), egy gazdag fiatal maori nővel volt, akivel először Miss Swainson iskolájában találkozott Wellingtonban, majd 1906-ban Londonban. 1907 júniusában ezt írta: 
 – Rettenetesen akarom Maatát – olyannak akarom, amilyen volt –, ez tisztátalan, tudom, de igaz. 
Maatát gyakran Carlottaként emlegette. Több novellában írt Maatáról. Maata 1907-ben férjhez ment, de állítólag pénzt küldött a londoni Mansfieldbe. A második kapcsolat Edith Kathleen Bendallal 1906 és 1908 között zajlott. Mansfield folyóirataiban vallotta be, hogy imádja őt. A második kapcsolat Edith Kathleen Bendall-lal 1906 és 1908 között volt. Mansfield naplóiban vallott rajongásáról.

### Vissza Londonba
Miután 1908-ban visszatért Londonba, Mansfield gyorsan bohém életmódba kezdett. Egy történetet és egy verset publikált az ott töltött első 15 hónapban. Felkereste a Trowell családot, hogy barátokat szerezzen, és amíg Arnold egy másik nővel volt kapcsolatban, Mansfield szenvedélyes viszonyba kezdett Arnold bátyjával, Garnettal. 1909 elejére teherbe esett Garnettól, de Trowell szülei rosszallták a kapcsolatot, így szakítottak. Ezután sietve házasságot kötött George Bowdennel, a nála 11 évvel idősebb énektanárral; március 2-án házasodtak össze, de még aznap este elhagyta őt, mielőtt a házasságot megköttetett volna.
Miután Mansfield röviden találkozott Garnettal, 1909-ben megérkezett Mansfield anyja, Annie Beauchamp. A Bowdennel kötött házasság felbomlásáért Mansfield és Baker leszbikus kapcsolatát okolta, és gyorsan elküldte lányát a bajorországi Bad Wörishofen fürdővárosba, ahol Mansfield elvetélt. Nem tudni, hogy az anyja tudott-e erről a vetélésről, amikor nem sokkal Németországba érkezése után távozott, de kizárta őt a végrendeletéből.
Mansfield bajorországi ideje jelentős hatással volt irodalmi szemléletére. Különösen Anton Csehov munkáival ismerkedett meg. Egyes életrajzírók azzal vádolják, hogy egyik korai novellájával plagizálta Csehovot. 1910 januárjában visszatért Londonba. Ezután több mint egy tucat cikket publikált Alfred Richard Orage The New Age című szocialista magazinjában, és barátja és szeretője lett Beatrice Hastingsnak, aki együtt élt Orage-szal. A németországi tapasztalatai képezték az alapját első megjelent gyűjteményének, In a German Pension (1911), amelyet később "éretlen"-nek minősített.

### Rhythm

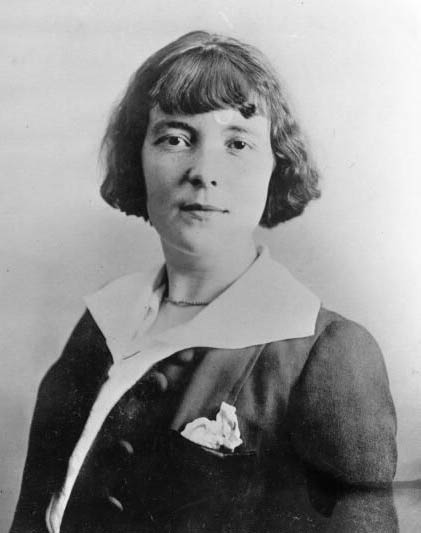
Mansfield 1912-ben

1910-ben Mansfield egy könnyed történetet nyújtott be a Rhythm-nek, egy új avantgárd magazinnak. A darabot a magazin szerkesztője, John Middleton Murry elutasította, és valami sötétebbet kért. Mansfield egy gyilkosságról és mentális betegségről szóló mesével válaszolt, „A nő a boltban” (The Woman at the Store) címmel. Mansfieldet ebben az időben a fauvizmus ihlette.
Mansfield és Murry 1911-ben kezdett viszonyt, amely 1918-ban házasságukkal végződött, de 1911-ben és 1913-ban elhagyta. Gudrun és Gerald karakterei D. H. Lawrence Women in Love (Szerelmes nők) című regényében Mansfielden és Murryn alapulnak.
Charles Granville (néha Stephen Swiftként ismert), a Rhythm kiadója 1912 októberében Európába szökött, és Murry-ra hagyta a felelősséget a folyóirat által felhalmozott adósságokért. Mansfield ígéretet tett az apja járandóságára a magazinnak, de a folyóirat megszűnt, 1913-ban The Blue Review néven átszervezték és három szám után bezárták. Mansfieldet és Murryt barátjuk, Gilbert Cannan rávette, hogy 1913-ban béreljenek egy házat a szélmalma mellett a buckinghamshire-i Cholesburyben, ezzel próbálva enyhíteni Mansfield rossz egészségi állapotát. A pár a következő év januárjában Párizsba költözött abban a reményben, hogy a környezet megváltoztatása mindkettőjük számára megkönnyíti az írást. Mansfield csak egy történetet írt az ott töltött idő alatt: Something Childish But Very Natural (Valami gyerekes, de nagyon természetes), majd Murryt visszahívták Londonba, hogy csődöt jelentsen.
Mansfieldnek 1914-ben volt egy rövid kapcsolata Francis Carco francia íróval. 1915 februárjában Párizsban tett látogatását az „Egy indiszkrét utazás” (An Indiscreet Journey) című elbeszélése meséli el újra.

### Az első világháború hatása
Mansfield életét és munkásságát megváltoztatta öccse, Leslie Beauchamp halála, akit családja Chummie néven ismert. 1915 októberében 21 évesen egy gránátgyakorlaton halt meg, miközben a brit expedíciós erőknél szolgált a belgiumi Ypres Salientben. Kezdett menedéket keresni új-zélandi gyermekkoruk nosztalgikus visszaemlékezésében. Egy versében, amelyben röviddel a halála után álmodott, ezt írta:
 By the remembered stream my brother stands
Waiting for me with berries in his hands...
"These are my body. Sister, take and eat." 
1917 elején Mansfield és Murry elváltak, de a férfi továbbra is meglátogatta őt a lakásában. Ida Baker, akit Mansfield gyakran szeretettel és megvetéssel vegyesen „feleségnek” nevezett, nem sokkal később hozzá költözött. Mansfield 1916 után lépett be írásának legtermékenyebb időszakába, amely számos történettel kezdődött, köztük a Mr Reginald Peacock's Day és az A Dill Pickle, amely megjelent a The New Age-ben. Virginia Woolf és férje, Leonard, aki a közelmúltban alapította a Hogarth Presst, megkereste őt egy történettel, és Mansfield bemutatta nekik a "Prelude" című novellát, amelyet 1915-ben kezdett írni "The Aloe" néven. A történet egy új-zélandi családi költözésről szól.

### A tuberkulózis diagnózisa
1917 decemberében, 29 évesen Mansfieldnél tüdőgümőkórt diagnosztizáltak. 1918 tavaszának és nyarának egy részében barátnőjéhez, Anne Estelle Rice amerikai festőhöz csatlakozott a cornwalli Looe-ban a gyógyulás reményében. Ottjártakor Rice portrét festett vörösbe öltözve, élénk színben, amely Mansfieldnek tetszett, és javasolta magát is megfesteni. Katherine Mansfield portréját jelenleg az Új-Zélandi Te Papa Tongarewa Múzeum őrzi.
Elutasította a szanatóriumban való tartózkodás gondolatát, azzal az indokkal, hogy az megszakítaná az írástól, ezért külföldre költözött, hogy elkerülje az angol telet. Egy félig elhagyatott, hideg szállodában szállt meg a franciaországi Bandolban, ahol depressziós lett, de továbbra is olyan történeteket produkált, mint a "Je ne parle pas français". 1918-ban megjelent a "Bliss" című történet, amely 1920-ban második mesegyűjteményének is a nevét adta. Egészségi állapota tovább romlott, és márciusban lett az első tüdővérzése.
Áprilisra véglegesítették Mansfield válását Bowdentől, ő és Murry összeházasodtak, de két héttel később újra elváltak. Azonban újra összejöttek, és 1919 márciusában Murry a The Athenaeum című folyóirat szerkesztője lett, amelyhez Mansfield több mint 100 könyvismertetőt írt (melyeket posztumusz Novels and Novelists néven gyűjtöttek össze). 1918–1919 telén ő és Baker egy villában szálltak meg San Remóban, Olaszországban. Kapcsolatuk ebben az időszakban feszültté vált; miután írt Murrynek, hogy kifejezze depressziós érzéseit, ott maradt karácsonyra. Bár kapcsolata Murryvel 1918 után egyre hidegebbé vált és gyakran éltek külön, a férfi beavatkozása ösztönözte őt, és megírta a The Man Without a Temperament (A vérmérséklet nélküli férfi), egy beteg feleség és szenvedő férj történetét. Mansfield a Bliss-t (1920), első novellagyűjteményét követte a The Garden Party and Other Stories című gyűjteményével, amely 1922-ben jelent meg.
1921 májusában Mansfield barátjával, Ida Bakerrel Svájcba utazott, Henri Spahlinge svájci bakteriológus tuberkulóziskezelésének vizsgálatára. 1921 júniusától Murry is csatlakozott hozzá, és 1922 januárjáig bérelték a Chalet des Sapins-t Montana régióban (ma Crans-Montana). Baker külön szállást bérelt Montana faluban, és ott dolgozott egy klinikán. A Chalet des Sapins mindössze félórányi útra volt a Randogne-i Chalet Soleiltől, Mansfield első unokatestvérének, az ausztrál származású írónőnek, Elizabeth von Arnimnak az otthona, aki ebben az időszakban gyakran meglátogatta Mansfieldet és Murryt. Von Arnim Mansfield apjának első unokatestvére volt. Jól kijöttek egymással, bár Mansfield tehetősebb unokatestvérét – aki 1919-ben vált el második férjétől, Frank Russelltől, Bertrand Russell bátyjától – meglehetősen pártfogónak tartotta. Ez Mansfield írásának rendkívül termékeny időszaka volt, mert úgy érezte, már nincs sok ideje hátra. Az "At the Bay", a "The Doll's House", a "The Garden Party" és az "A Cup of Tea" Svájcban íródott.

### Utolsó évei és halála
Mansfield utolsó éveit azzal töltötte, hogy egyre szokatlanabb gyógymódokat keressen tuberkulózisára. 1922 februárjában Párizsba ment Ivan Manoukhin orosz orvos ellentmondásos röntgenkezelésére. A kezelés drága volt, és kellemetlen mellékhatásokat okozott anélkül, hogy állapota javult volna.
1922. június 4-től augusztus 16-ig Mansfield és Murry visszatért Svájcba, és Randogne-ban lakott egy szállodában. Mansfield 1922. július 7-én fejezte be a Kanárit (The Canary), az utolsó novellát. Végrendeletét 1922. augusztus 14-én írta a szállodában. Hat hétre Londonba mentek, mire Mansfield Ida Bakerrel a franciaországi Fontainebleau-ba költözött, 1922. október 16-án.
Mansfield Fontainebleau-ban élt G. I. Gurdjieff-nak az Ember Harmonikus Fejlődésének Intézetében, ahol Olgivanna Lazovitch Hinzenburg (aki később feleségül ment Frank Lloyd Wright-hoz) felügyelete alá került. Mansfieldnek nem Gurdjieff tanítványaként, hanem vendégeként nem kellett részt vennie az intézet szigorú rutinjában, de ideje nagy részét ott töltötte mentorával, Alfred Richard Orage-al, és utolsó levelei arról tájékoztatják Murryt, hogy kísérleteit arra, hogy Gurdjieff tanításait saját életére alkalmazza.
Mansfield 1923. január 9-én halálos tüdővérzést szenvedett, miután felszaladt egy lépcsőn. Egy órán belül meghalt, és a Cimetiere d'Avonban temették el, Avonban, Fontainebleau közelében. Mivel Murry elfelejtette kifizetni a temetési költségeit, kezdetben egy szegények sírjába temették; Amikor a dolgokat orvosolták, koporsóját jelenlegi nyughelyére helyezték.
Mansfield termékeny író volt élete utolsó éveiben. Munkáinak nagy része halálakor kiadatlan maradt, Murry pedig vállalta a szerkesztést és két további novelláskötetben való kiadását (The Dove's Nest 1923-ban és Something Childish 1924-ben); verseskötet; The Aloe; Novels and Novelists; valamint leveleinek és folyóiratainak gyűjteményei.

## Öröksége

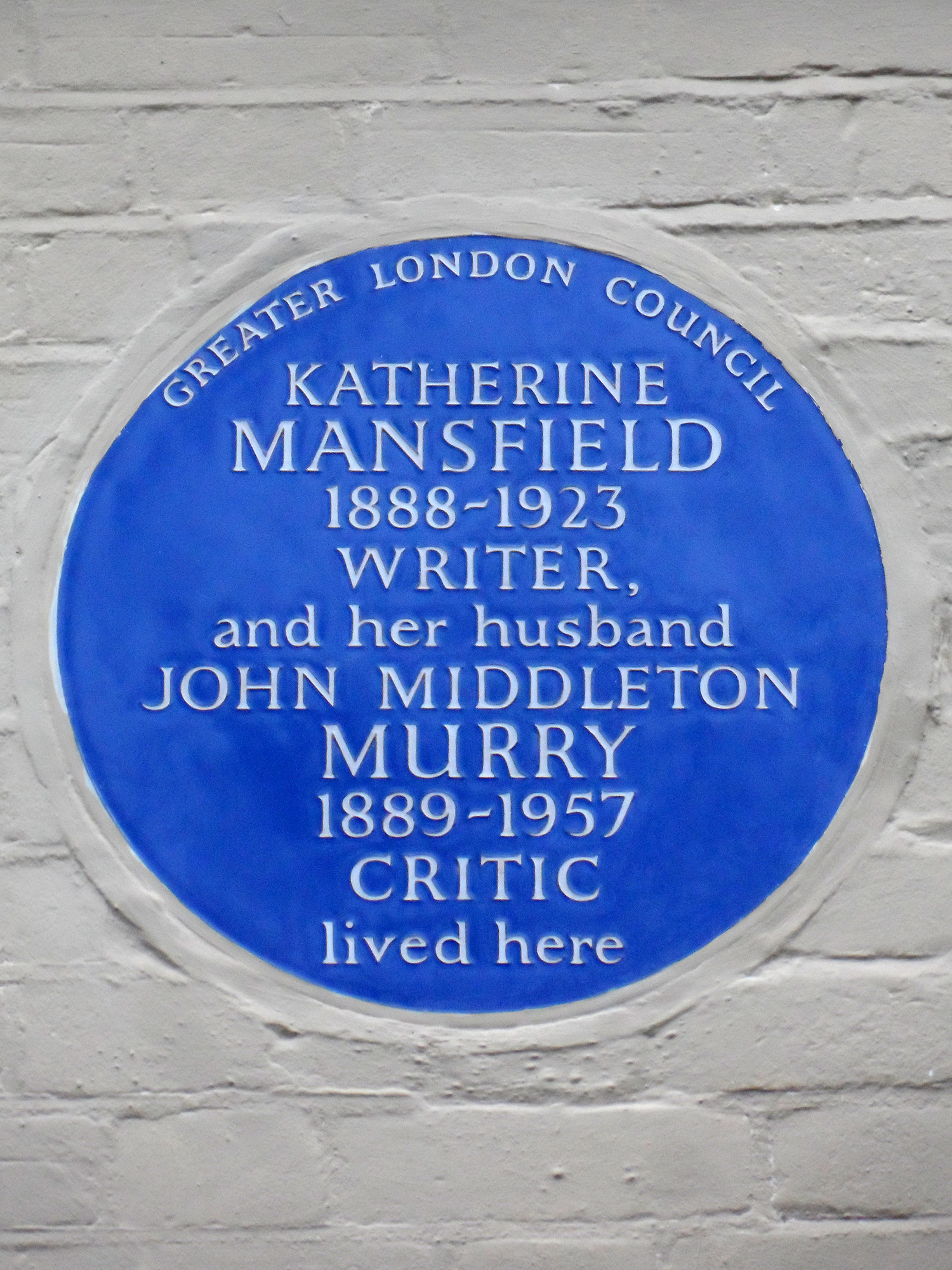
Kék emléktábla Katherine Mansfield írónő és férje, John Middleton Murry kritikus egykori lakóhelyén

A következő új-zélandi középiskoláknak van Mansfieldről elnevezett házuk: Whangarei Girls' High School; Rangitoto College, Westlake Girls' High School és Macleans College Aucklandben; Taurangai Leánykollégium; Wellington Girls' College; Rangiora High School North Canterburyben, Új-Zélandon; Avonside Girls' High School Christchurchben; és a Southland Girls' High School Invercargillben. A Wellingtonban található Karori Normal Schoolban is kitüntetésben részesült, ahol egy kőemléket szenteltek neki a munkájának és az iskolában eltöltött idejének emléktáblájával, valamint a Samuel Marsden Collegiate Schoolban (korábban Fitzherbert Terrace School) egy festménnyel, és egy díjjal a nevében.
Thorndonban található szülőhelyét Katherine Mansfield háza és kertjeként őrizték meg, a Fitzherbert Terrace-ben található Katherine Mansfield Emlékparkot pedig neki szentelték.
A franciaországi Mentonban, ahol élt és írt, egy utcát neveztek el róla. A Katherine Mansfield Menton ösztöndíjat évente ajánlják fel, hogy egy új-zélandi írónő dolgozhasson korábbi otthonában, a Villa Isola Bellában. Az ő tiszteletére nevezték el Új-Zéland kiemelkedő novellapályázatát.
Mansfieldről 1973-ban készült a BBC minisorozat, A Picture of Katherine Mansfield, Vanessa Redgrave főszereplésével. A hatrészes sorozat Mansfield életének ábrázolását és novelláinak adaptációit tartalmazta. 2011-ben Bliss címmel televíziós életrajzi filmet készítettek új-zélandi írói kezdeteiről; ebben Kate Elliott alakította.
A Katherine Mansfield anyagának archívumát a Wellingtoni Új-Zélandi Nemzeti Könyvtár Turnbull Gyűjteményében őrzik, a többi fontos gyűjteményt pedig a chicagói Newberry Libraryben, a Texasi Egyetem Harry Ransom Bölcsészettudományi Kutatóközpontjában, Austinban és a londoni British Library-ban. Vannak kisebb állományok a New York Public Libraryben és más köz- és magángyűjteményekben.

## A szépirodalomban
J. M. Murry írta a Reminiscences of D. H. Lawrence (1933) című könyvében: "Gudrun karakterét a Women in Love-ban Katherine [Mansfield] portréjának szánták. Ha ez igaz, akkor megerősít abban a meggyőződésemben, hogy Lawrence furcsán kevéssé értett hozzá... És mégis nagyon szerette a lányt, ahogy a lány is őt." Murry elmondta, hogy a "Gudrun in the Pompadour" című fejezetben szereplő fiktív incidens - amikor Gudrun kitépi Julian Halliday kezéből a levelet és elviharzik - egy Cafe Royal-beli valós eseményen alapul.
Mansfield barátja, J. W. N. Sullivan 1932-ben megjelent But for the Grace of God című regényében Sybil karaktere számos hasonlóságot mutat Mansfielddel. A zeneileg képzett nő a férje nélkül, de egy barátnőjével Dél-Franciaországba utazik, és gyógyíthatatlan betegségbe esik, amely megöli.
Evelyn Schlag 1987-ben megjelent Die Kränkung című regényének (angolul: Quotations of a Body) Kathleen karakterét Mansfieldről mintázta.
C. K. Stead 2004-es Mansfield-regénye az írónőt az 1915-18-as időszakban ábrázolja.
Kevin Boon 2011-es Kezia című regénye Mansfield új-zélandi gyermekkorán alapul.
Andrew Crumey 2023-as Beethoven's Assassins című regényének egyik fejezetében Mansfield és A. R. Orage George Gurdjieff franciaországi intézetében szerepel.

## Művei

### Gyűjtemények
- In a German Pension (1911), ISBN 1-86941-014-9
- Bliss and Other Stories (1920)
- The Garden Party and Other Stories (1922) ISBN 1-86941-016-5
- The Doves' Nest and Other Stories (1923) ISBN 1-86941-017-3
- Poems (1923) ISBN 0-19-558199-7
- Something Childish and Other Stories (1924), ISBN 1-86941-018-1, first published in the U.S. as The Little Girl
- The Journal of Katherine Mansfield (1927, 1954) ISBN 0-88001-023-1
- The Letters of Katherine Mansfield (2 vols., 1928–29)
- The Aloe (1930), ISBN 0-86068-520-9 [69]
- Novels and Novelists (1930), ISBN 0-403-02290-8
- The Short Stories of Katherine Mansfield (1937)
- The Scrapbook of Katherine Mansfield (1939)
- The Collected Stories of Katherine Mansfield (1945, 1974) ISBN 0-14-118368-3
- Letters to John Middleton Murry, 1913–1922 (1951) ISBN 0-86068-945-X
- The Urewera Notebook (1978), ISBN 0-19-558034-6
- The Critical Writings of Katherine Mansfield (1987) ISBN 0-312-17514-0
- The Collected Letters of Katherine Mansfield (4 vols., 1984–96)
  - Vol. 1, 1903–17, ISBN 0-19-812613-1
  - Vol. 2, 1918–19, ISBN 0-19-812614-X
  - Vol. 3, 1919–20, ISBN 0-19-812615-8
  - Vol. 4, 1920–21, ISBN 0-19-818532-4
- The Katherine Mansfield Notebooks (2 vols., 1997) ISBN 0-8166-4236-2
- The Montana Stories (2001, a collection of all the material written by Mansfield from June 1921 until her death)[47] ISBN 978-1-903155-15-8
- The collected poems of Katherine Mansfield, edited by Gerri Kimber and Claire Davison, Edinburgh: Edinburgh University Press, [2016], ISBN 978-1-4744-1727-3
- Bliss & other stories (2021), PROJAPOTI, India ISBN 978-81-7606-276-3

### Novellák
- "The Tiredness of Rosabel" (1908)
- "Germans at Meat" (1911 from In a German Pension)
- "A Birthday" (1911 from In a German Pension)
- "A Blaze" (1911 from In a German Pension)
- "A Truthful Adventure" (1911)
- "The Journey to Bruges" (1911)
- "How Pearl Button Was Kidnapped" (1912)
- "New Dresses" (1912)
- "The Little Girl" (1912)
- "The Woman at the Store" (1912)
- "Bains Turcs" (1913)
- "Millie" (1913)
- "Ole Underwood" (1913)
- "Pension Séguin" (1913)
- "Violet" (1913)
- "Something Childish But Very Natural" (1914)
- "The Apple-Tree" (1915)
- "The Little Governess" (1915)
- "Spring Pictures" (1915)
- "A Dill Pickle" (1917)
- "Feuille d'Album" (1917)
- "Je ne parle pas français" (1917)
- "Late at Night" (1917)
- "Pictures" (1917)
- "See-Saw" (1917)
- "The Black Cap" (1917)
- "Two Tuppenny Ones, Please" (1917)
- "Prelude" (1918)
- "Bliss" (1918)
- "Carnation" (1918)
- "A Suburban Fairy Tale" (1919)
- "The Wrong House" (1919)
- "An Indiscreet Journey" (1920)
- "Bank Holiday" (1920)
- "Miss Brill" (1920)
- "Mr Reginald Peacock's Day" (1920)
- "Poison" (1920)
- "Psychology" (1920)
- "Revelations" (1920)
- "Sun and Moon" (1920)
- "The Escape" (1920)
- "The Lady's Maid" (1920)
- "The Singing Lesson" (1920)
- "The Wind Blows" (1920)
- "The Young Girl" (1920)
- "This Flower" (1920)
- "An Ideal Family" (1921)
- "Marriage à la Mode" (1921)
- "The Voyage" (1921)
- "Her First Ball" (1921)
- "Mr and Mrs Dove" (1921)
- "Life of Ma Parker" (1921)
- "Sixpence" (1921)
- "The Daughters of the Late Colonel" (1921)
- "The Stranger" (1921)
- "The Man Without a Temperament" (1921)
- "At the Bay" (1922)
- "The Fly" (1922)
- "The Garden Party" (1922)
- "A Cup of Tea" (1922)
- "The Doll's House" (1922)
- "A Married Man's Story" (1923)
- "Honeymoon" (1923)
- "Taking the Veil" (1923)
- "The Canary" (1923)

## Életrajzok
- Katherine Mansfield: The Early Years, Gerri Kimber, Edinburgh University Press, 2016, ISBN 9780748681457
- Katherine Mansfield, Antony Alpers, A.A. Knopf, NY, 1953; Jonathan Cape, London, 1954
- LM. Katherine Mansfield: The Memories of LM. Michael Joseph; reprinted by Virago Press 1985 (1971. július 18.). ISBN 0-86068-745-7 LM was "Lesley Morris", which was the pen name of Mansfield's friend Ida Constance Baker(wd).
- Katherine Mansfield: A Biography, Jeffrey Meyers(wd)[70], New Directions Pub. Corp. NY, 1978; Hamish Hamilton, London, 1978
- The Life of Katherine Mansfield, Antony Alpers, Oxford University Press, 1980
- Claire Tomalin:  Katherine Mansfield: A Secret Life. Viking (1987. július 18.). ISBN 0-670-81392-3
- Katherine Mansfield: A Darker View, Jeffrey Meyers, Cooper Square Press, NY, 2002, ISBN 9780815411970
- Katherine Mansfield: The Story-Teller, a biography by Royal Literary Fund Fellow Kathleen Jones(wd)[71], Viking Penguin, 2010, ISBN 9780670074358
- Kass a theatrical biografie, Maura Del Serra(wd)[72], "Astolfo", 2, 1998, pp. 47–60
- Katherine Mansfield and the Art of the Short Story. Basingstoke, Hampshire: Palgrave Macmillan (2015. július 18.). ISBN 9781137483874. OCLC 910660543

## Film és televízió Mansfieldről
- A Picture of Katherine Mansfield, 1973-as BBC televíziós drámasorozat Vanessa Redgrave főszereplésével
- Leave All Fair (1985), directed by John Reid
- A Portrait of Katherine Mansfield: The Woman and the Writer (1987), directed by Julienne Stretton
- The Life and Writings of Katherine Mansfield (2006), directed by Stacy Waymack Thornton
- Bliss (2011), produced by Michele Fantl(wd),[73] directed by Fiona Samuel(wd)[74]

## Szépirodalom Mansfield közreműködésével
- Mansfield, A Novel by C.K. Stead(wd)[75], Harvill Press, 2004, ISBN 9781843431763
- In Pursuit: The Katherine Mansfield Story Retold, 2010, a novel by Joanna FitzPatrick
- Katherine's Wish by Linda Lappin(wd)[76], Wordcraft of Oregon, 2008, ISBN 9781877655586
- Dear Miss Mansfield: A Tribute to Kathleen Mansfield Beauchamp, 1989, a short story collection by Witi Ihimaera(wd)[77]
- Spring by Ali Smith, Penguin, 2019, ISBN 978-0-241-97335-6

## Színdarabok Mansfield közreműködésével
- Katherine Mansfield 1888–1923, premiered at the Cell Block Theatre, Sydney in 1978, with choreography by Margaret Barr(wd) and script by Joan Scott, which was spoken live during performance by the dancers, and by an actor and actress. Two dancers played Mansfield simultaneously, as "Katherine Mansfield had spoken of herself at times as a multiple person".[78]
- The Rivers of China by Alma De Groen(wd)[79], premiered at the Sydney Theatre Company(wd) in 1987, Sydney: Currency Press, ISBN 086819171X[80]
- Jones & Jones by Vincent O'Sullivan(wd)[81], a Downstage commission for the Mansfield centenary[82] in 1989: Victoria University Press, ISBN 0864730942

## Műveinek feldolgozásai
- "Chai Ka Ek Cup", an episode from the 1986 Indian anthology television series Katha Sagar was adapted from "A Cup of Tea" by Shyam Benegal(wd).
- Mansfield with Monsters (Steam Press, 2012) Katherine Mansfield with Matt Cowens and Debbie Cowens[83]
- The Doll's House (1973), directed by Rudall Hayward(wd)[84]
- Vera (2019), adaptation of Dill Pickle short story, directed by Krzysztof Pietroszek(wd)

## Magyarul megjelent
- Az öbölben (At the Bay) – Európa, Budapest, 1959 · fordította: Szőllősy Klára, Báti László
- Egy csésze tea (A Cup of Tea) – Kriterion, Bukarest, 1975 · ISBN 9630705842 · fordította: Szőllősy Klára
 – Európa, Budapest, 1985 · ISBN 9630734753 · fordította: Szőllősy Klára
- Előjáték / Prelude (kétnyelvű) – Európa, Budapest, 1976 · ISBN 9630708906 · fordította: Szőllősy Klára
- Elbeszélések – Európa, Budapest, 2004 · ISBN 9630776375 · fordította: Gy. Horváth László, Rakovszky Zsuzsa
- Naplók, levelek – Európa, Budapest, 2004 · ISBN 9630776383 · fordította: Mesterházi Mónika

## Fordítás
- Ez a szócikk részben vagy egészben  a   Katherine Mansfield című angol Wikipédia-szócikk fordításán alapul.  Az eredeti cikk szerkesztőit annak laptörténete sorolja fel. Ez a jelzés csupán a megfogalmazás eredetét és a szerzői jogokat jelzi, nem szolgál a cikkben szereplő információk forrásmegjelöléseként.